# Tutqunçay
Tutqunçay är ett vattendrag i Azerbajdzjan.   Det ligger i distriktet Kəlbəcər Rayonu, i den västra delen av landet, 300 km väster om huvudstaden Baku.
I omgivningarna runt Tutqunçay växer i huvudsak blandskog. Runt Tutqunçay är det ganska glesbefolkat, med 25 invånare per kvadratkilometer.